# Karli
Karli (también conocida como Karla) es una ciudad situada en la carretera que une Pune y Bombai, en Mawal taluka del distrito de Pune, en el sur de Maharashtra de India. Está en una importante ruta comercial que va desde el Mar Arábigo dirección este hasta el Deccan. Pertenece al estado de Maharashtra, región que es la división entre el norte y el sur de la India. Abarca un área de 457 hectáreas.

## Cuevas
La pequeña ciudad es famosa por las cuevas de Karla, un complejo de templos budistas o chaityas, tallados en piedra en el siglo I a. C., donde se encuentra el templo chaitya más grande de India, con 40 metros de largo y 15 de altura y un pasillo flanqueado por 37 pilares rematados con elefantes arrodillados.
La fachada exterior está en mal estado debido a la rotura de la piedra y a la erosión de los intrincados detalles tallados para imitar la madera acabada. El motivo central es un gran arco de herradura. Al frente hay una columna de leones, con una fachada de piedra cerrada y en el centro una torana casi en ruinas. A un lado hay un templo de Shree Ekvira devi (Ekveera Aai).

## Historia
El 4 de enero de 1779, durante la primera guerra anglo-maratha, las fuerzas del Imperio maratha se enfrentaron en Karli a una fuerza de seis compañías de granaderos cipayos al servicio británico, que partieron de Bombay con la intención de llegar a Pune. En la escaramuza murió el comandante británico, el capitán Stewart.
Tres años después se reanudaron las hostilidades. El gobierno de Bombay envió en esa ocasión un ejército a Konkan, con órdenes de marchar a través de los Ghauts occidentales hacia Pune. Un grupo avanzado capitaneado por Stewart primero tomó posesión de Bhore Ghaut, donde se les unió el ejército principal al mando del coronel Charles Egerton. A Hartley le habían ofrecido el puesto de intendente general del ejército, pero prefirió ocupar su lugar al frente de su batallón.

## Administración
La localidad es administrada por un sarpanch, un representante electo que dirige un gram panchayat. En el censo de India de 2011, la población era un gran panchayat autónomo, lo que significa que no había otras ciudades constituyentes gobernadas por el organismo.

## Demografía
En el censo de 2011, la localidad tenía 624 hogares. La población era de 2748 habitantes, de los cuales 1309 eran mujeres y 1439 hombres.